# Tatacoa-Wüste

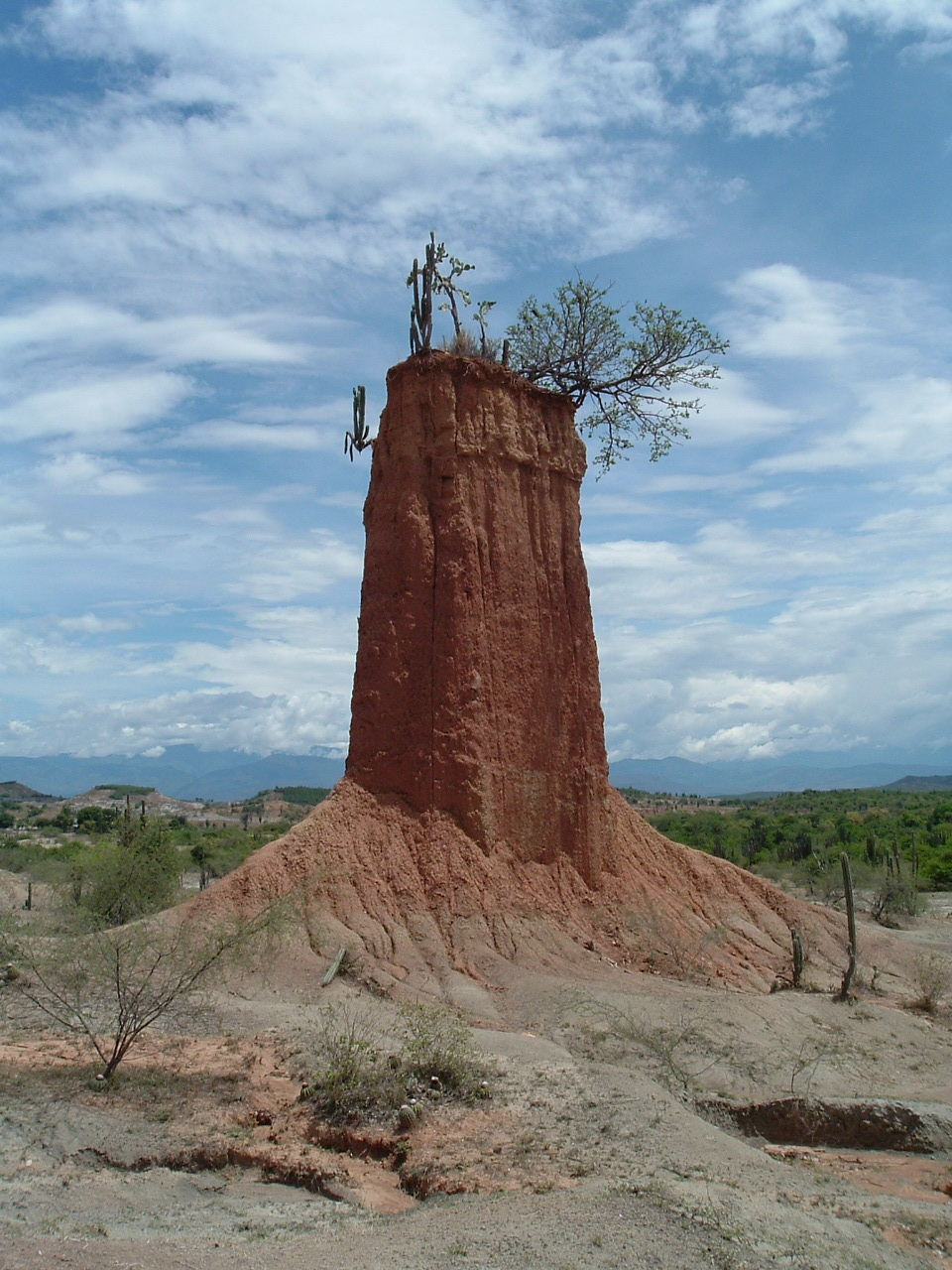
Tatacoa-Wüste

Die Tatacoa-Wüste (spanisch Desierto de la Tatacoa) ist eine ca. 330 km² große Wüste in Kolumbien. Sie befindet sich im nördlichen Teil des Departamento del Huila im Tal des Río Magdalena auf dem Gebiet der Gemeinde Villavieja, etwa 40 km nördlich der Departamentshauptstadt Neiva und nur ca. 3° nördlich des Äquators.
Die Durchschnittstemperatur beträgt über 28 °C.
Die Tatacoa-Wüste verdankt ihre Entstehung der besonderen geografischen Lage zwischen den beiden Gebirgszügen der Zentral- und der Ostkordillere in einem Trockenbecken am Fuß der Ostkordillere. Dadurch liegt sie im doppelten Regenschatten und bleibt auch in der Regenzeit meist niederschlagsarm. Durch die hohe Durchschnittstemperatur reicht die Niederschlagsmenge von etwa 1000 mm pro Jahr nicht aus, um die Verdunstung auszugleichen.
Der Name Tatacoa kommt von einer ursprünglich in der Wüste heimischen, aber inzwischen ausgerotteten Schlangenart.

## Galerie

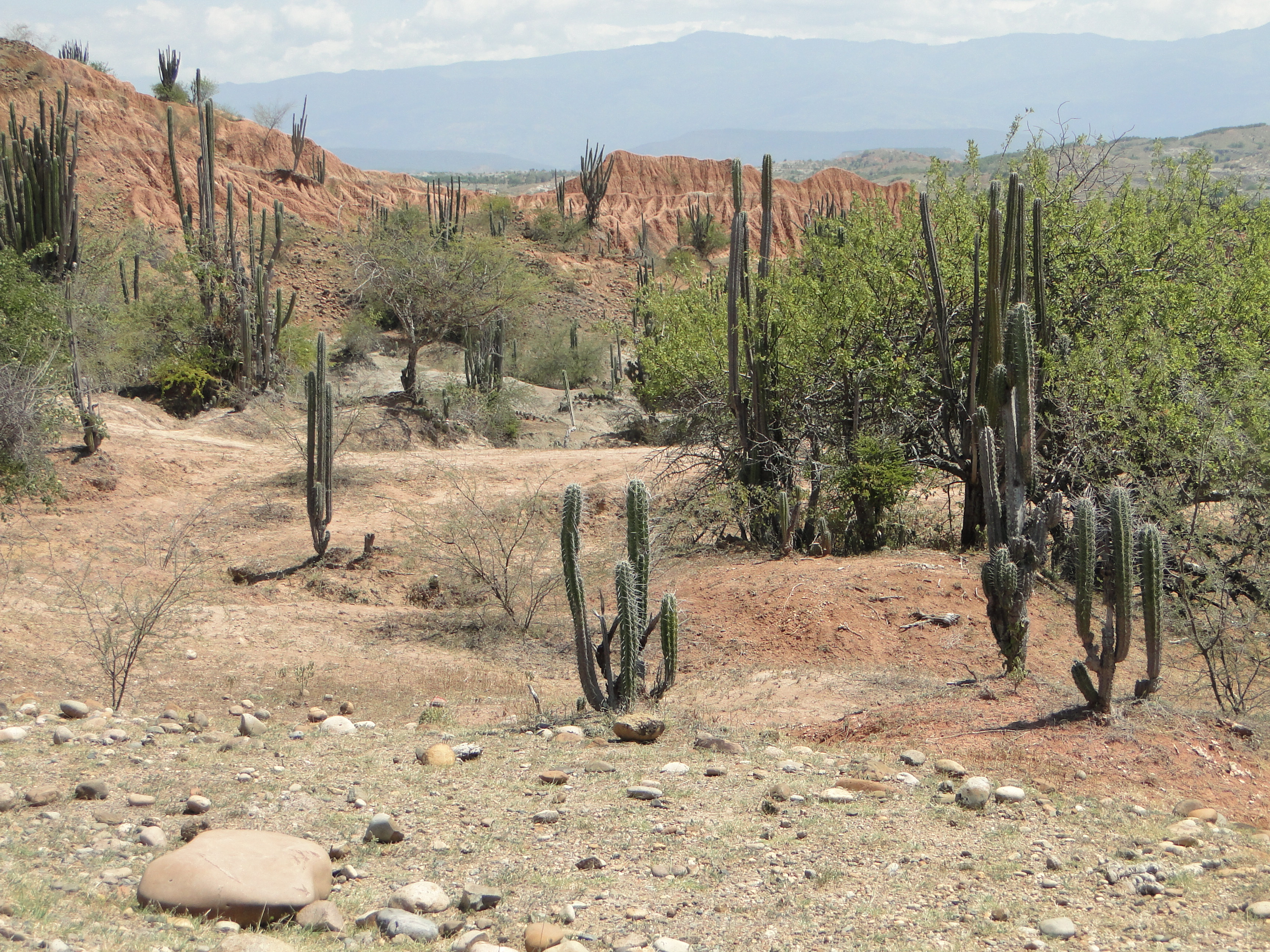
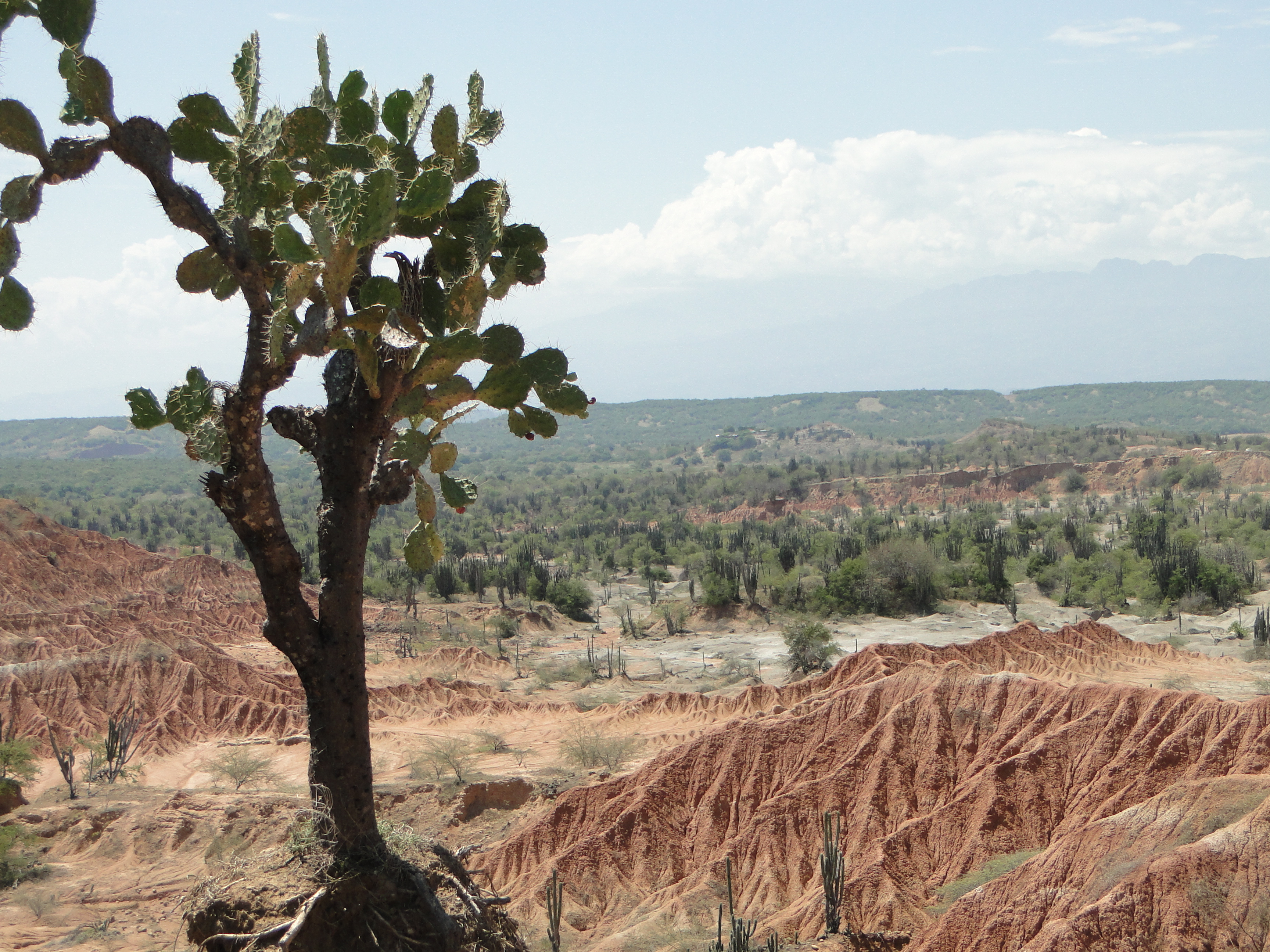
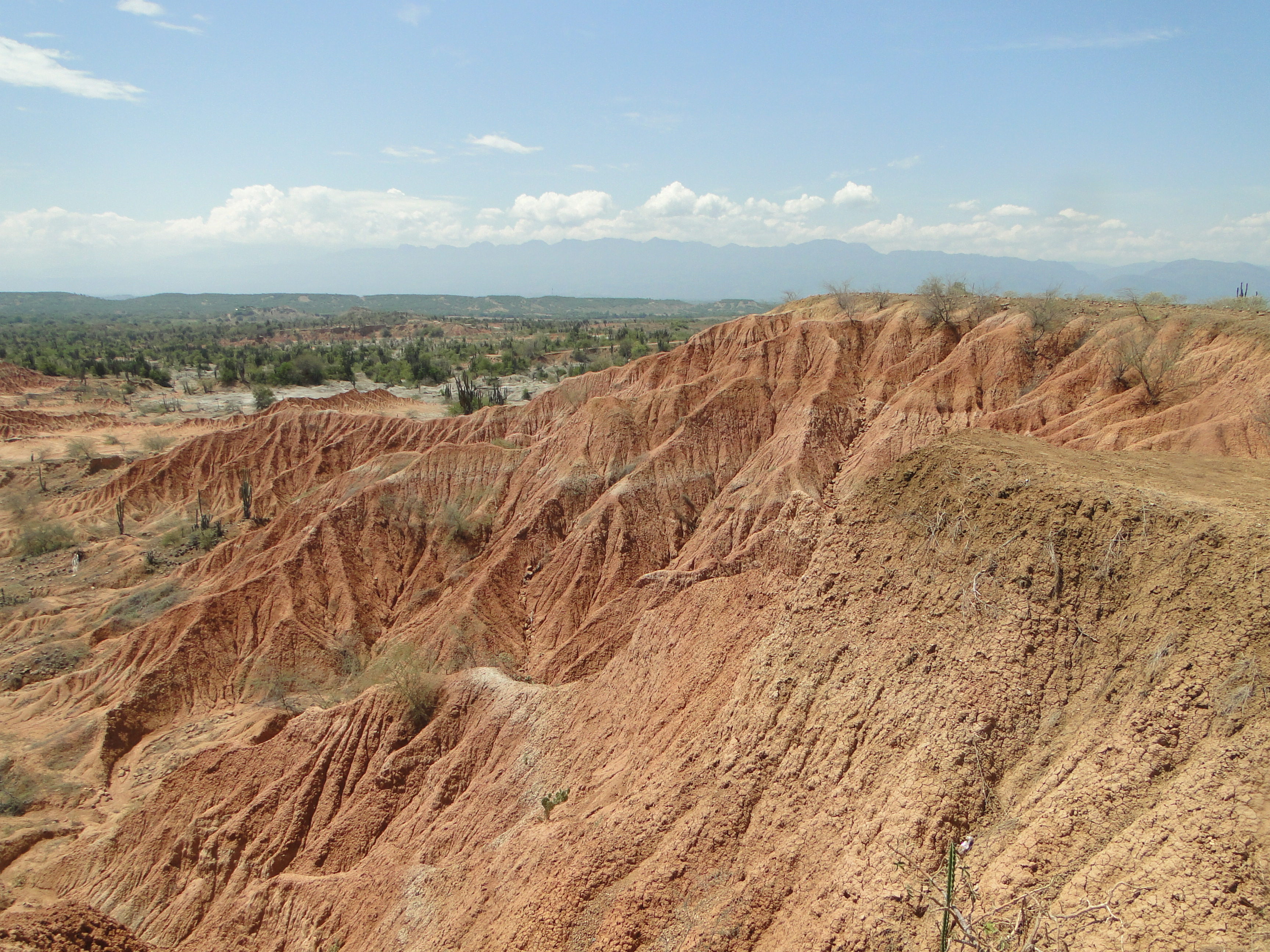
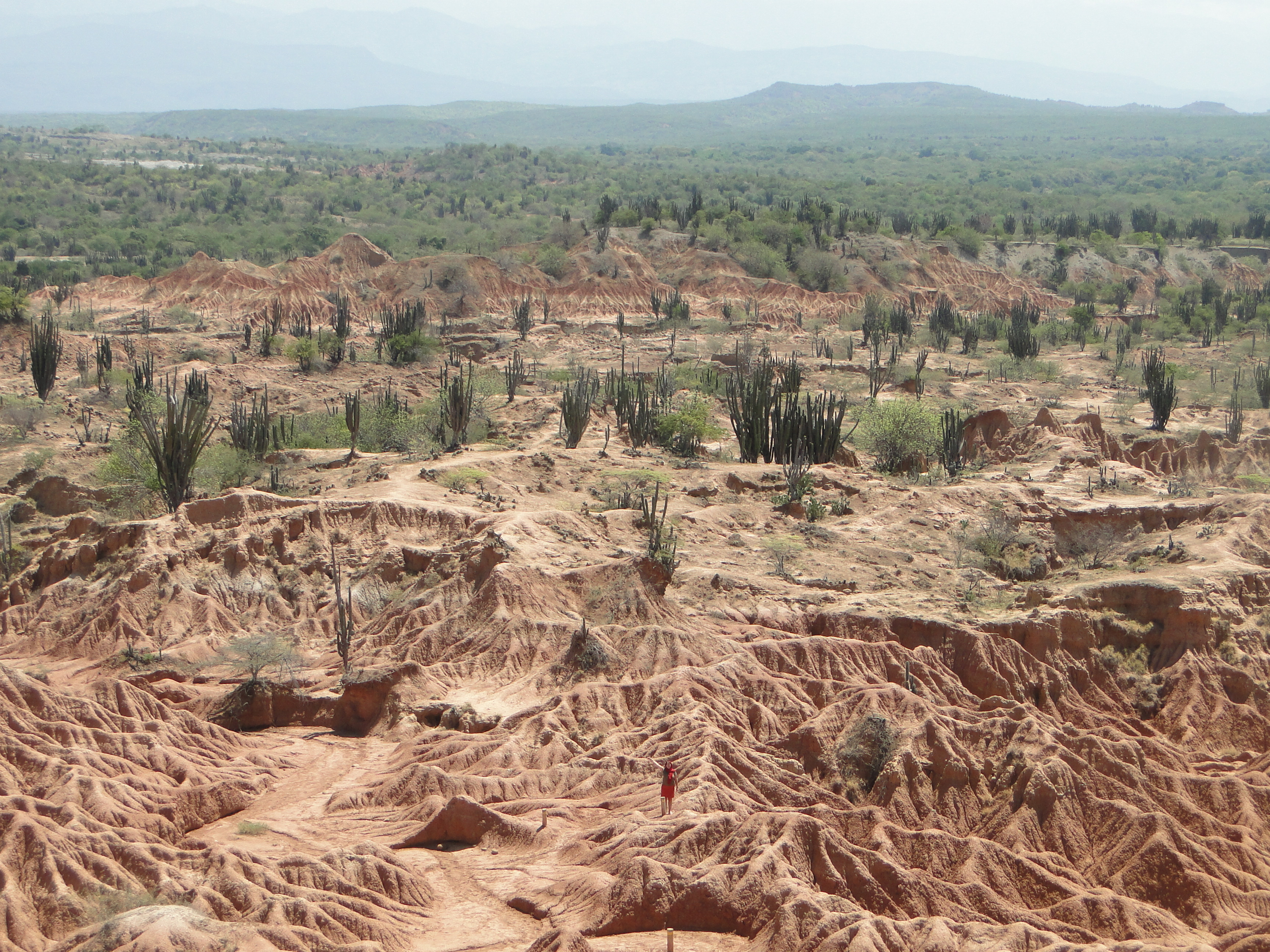
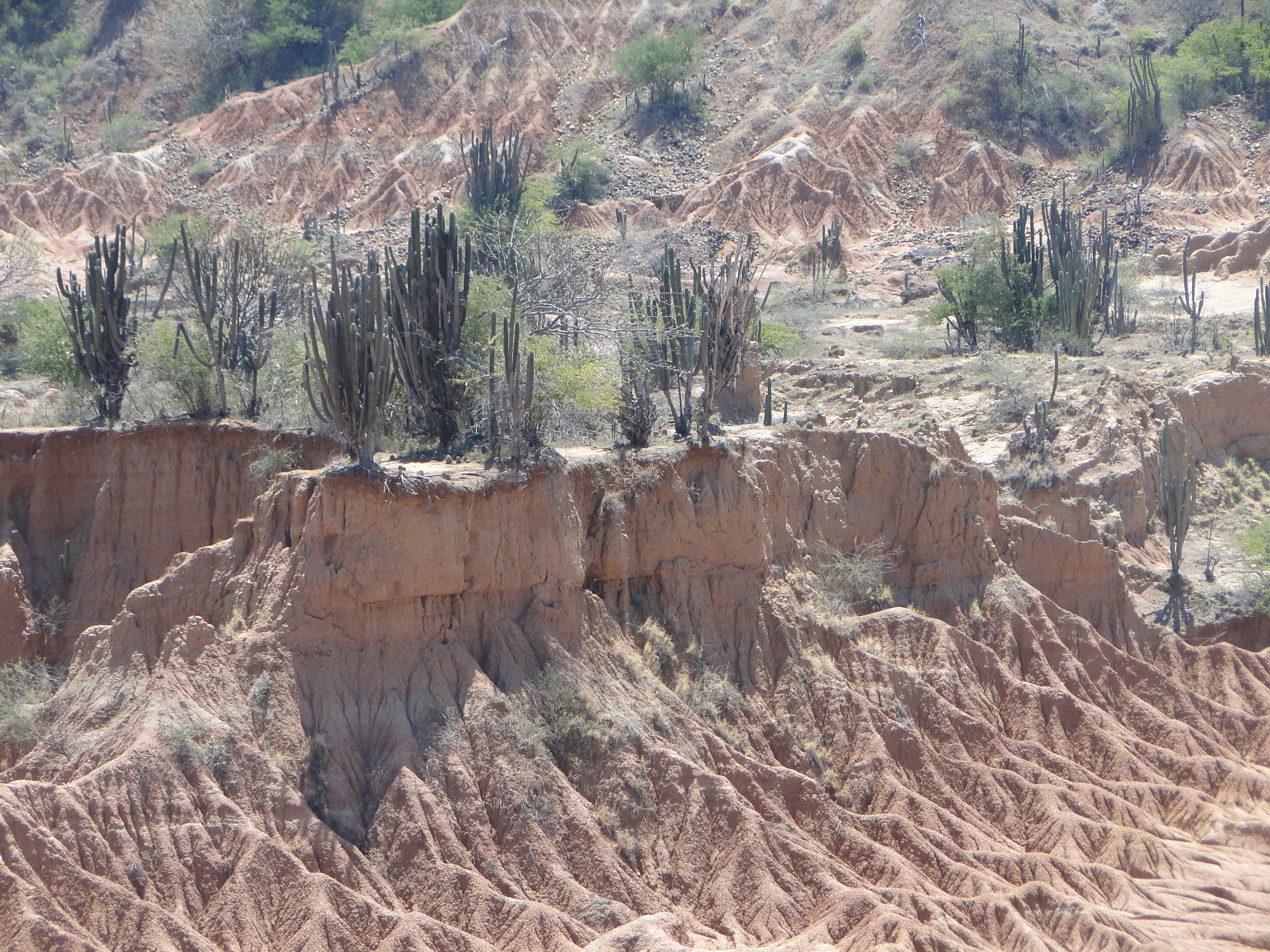
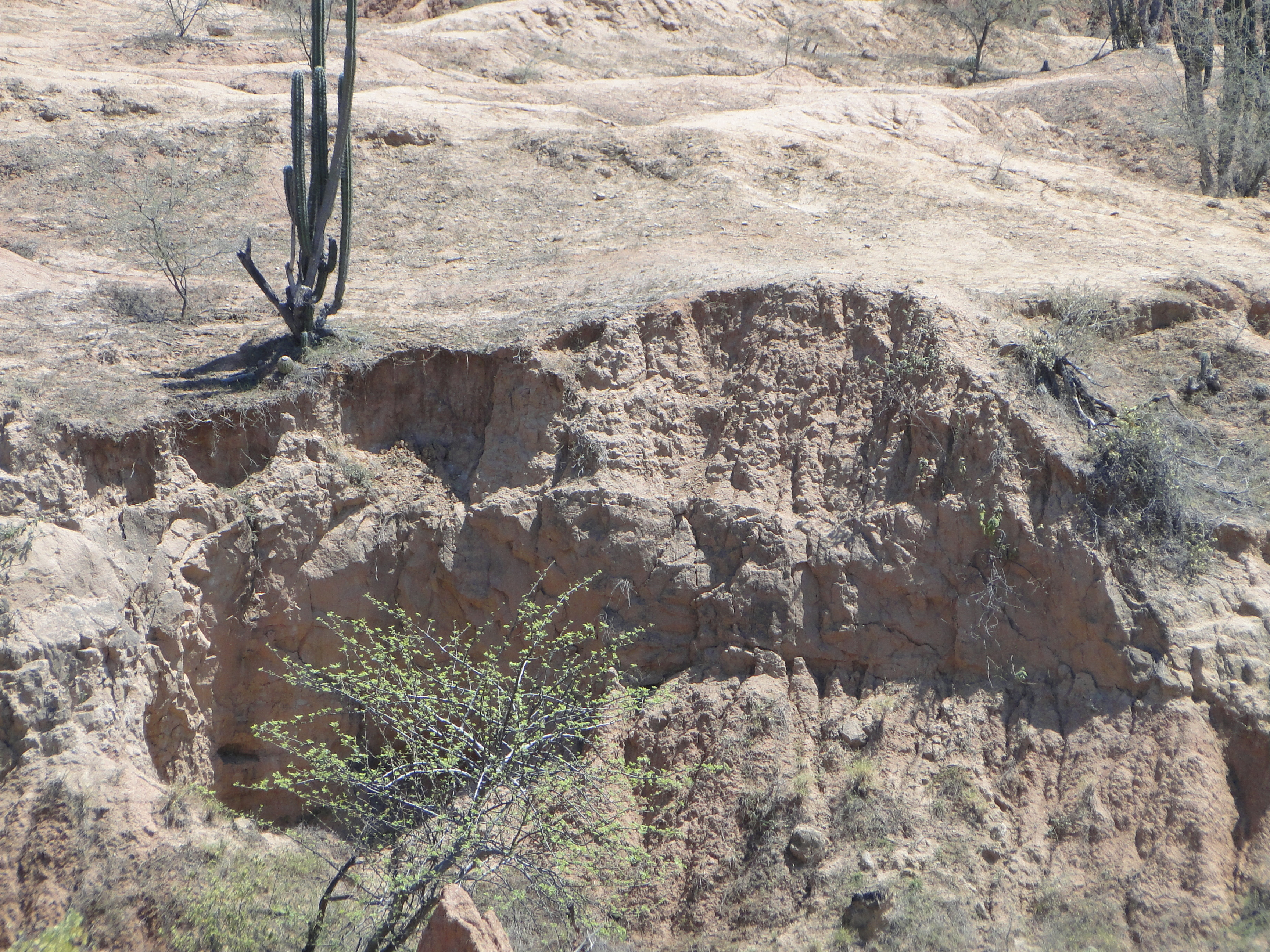
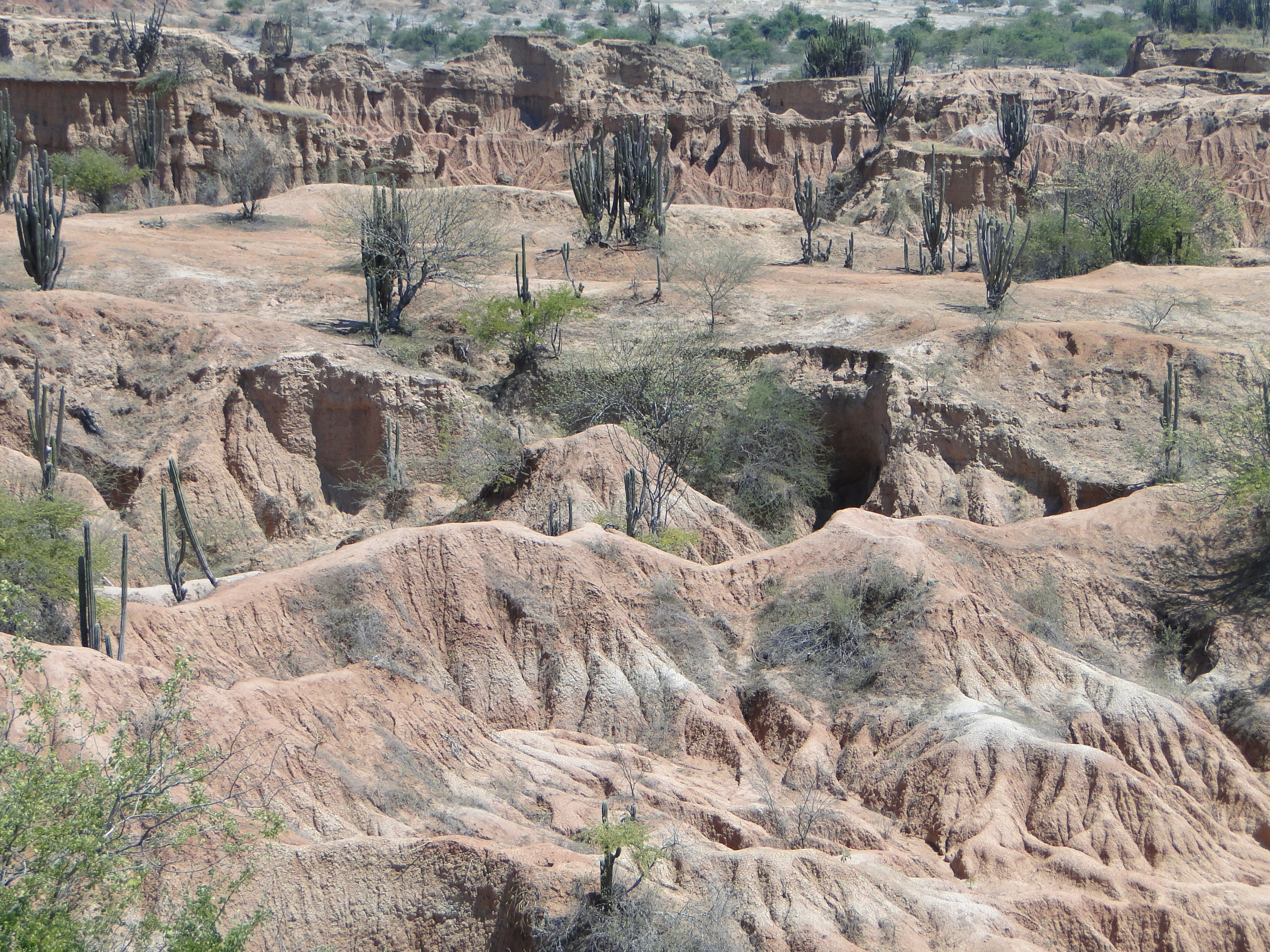